# متز (میسوری)
متز (به انگلیسی: Metz) یک روستا (ایالات متحده آمریکا) در ایالات متحده آمریکا است که در شهرستان ورنن، میزوری واقع شده‌است.
 متز ۰٫۳۳ کیلومتر مربع مساحت و ۴۹ نفر جمعیت دارد و ۲۴۰ متر بالاتر از سطح دریا واقع شده‌است.